# Miltochrista tibeta
Miltochrista tibeta är en fjärilsart som beskrevs av Daniel 1951. Miltochrista tibeta ingår i släktet Miltochrista och familjen björnspinnare. Inga underarter finns listade i Catalogue of Life.